# 16039 Zeglin
16039 Zeglin este un asteroid din centura principală de asteroizi.

## Descriere
16039 Zeglin este un asteroid din centura principală de asteroizi. A fost descoperit pe 15 aprilie 1999 la Socorro, New Mexico, în cadrul proiectului LINEAR. Asteroidul prezintă o orbită caracterizată de o semiaxă mare de 3,20 ua, o excentricitate de 0,13 și o înclinație de 1,8° în raport cu ecliptica.